# Magnolia portoricensis
Magnolia portoricensis är en magnoliaväxtart som beskrevs av Domingo Bello y Espinosa. Magnolia portoricensis ingår i släktet Magnolia och familjen magnoliaväxter. Inga underarter finns listade i Catalogue of Life.